# ديفيد وايز (كاتب)
ديفيد وايز (بالإنجليزية: David Wise)‏ هو كاتب سيناريو أمريكي، ولد في 1955.

## وصلات خارجية
- ديفيد وايز على موقع IMDb (الإنجليزية)
- ديفيد وايز على موقع ألو سيني (الفرنسية)
- ديفيد وايز على موقع ميوزك برينز (الإنجليزية)
- ديفيد وايز على موقع قاعدة بيانات الفيلم (الإنجليزية)
- ديفيد وايز على موقع ليتربوكسد (الإنجليزية)
- ديفيد وايز على موقع كينوبويسك (الروسية)